# Гурейкино
Гурейкино — деревня в Рязанском районе Рязанской области. Входит в состав Дядьковского сельского поселения.

## География
Находится в северо-западной части Рязанской области на расстоянии приблизительно 12 км на юго-восток по прямой от вокзала станции Рязань I.

## История
Деревня была отмечена уже на карте 1797 года. В 1897 году здесь (тогда деревня Рязанского уезда Рязанской губернии) было учтено 13 дворов.

## Население
Численность населения: 127 человек (1897 год), 22 в 2002 году (русские 100 %), 20 в 2010.